# Ceratina chalcites
Ceratina chalcites är en biart som beskrevs av Ernst Friedrich Germar 1839. Ceratina chalcites ingår i släktet märgbin, och familjen långtungebin. Inga underarter finns listade i Catalogue of Life.

## Bildgalleri

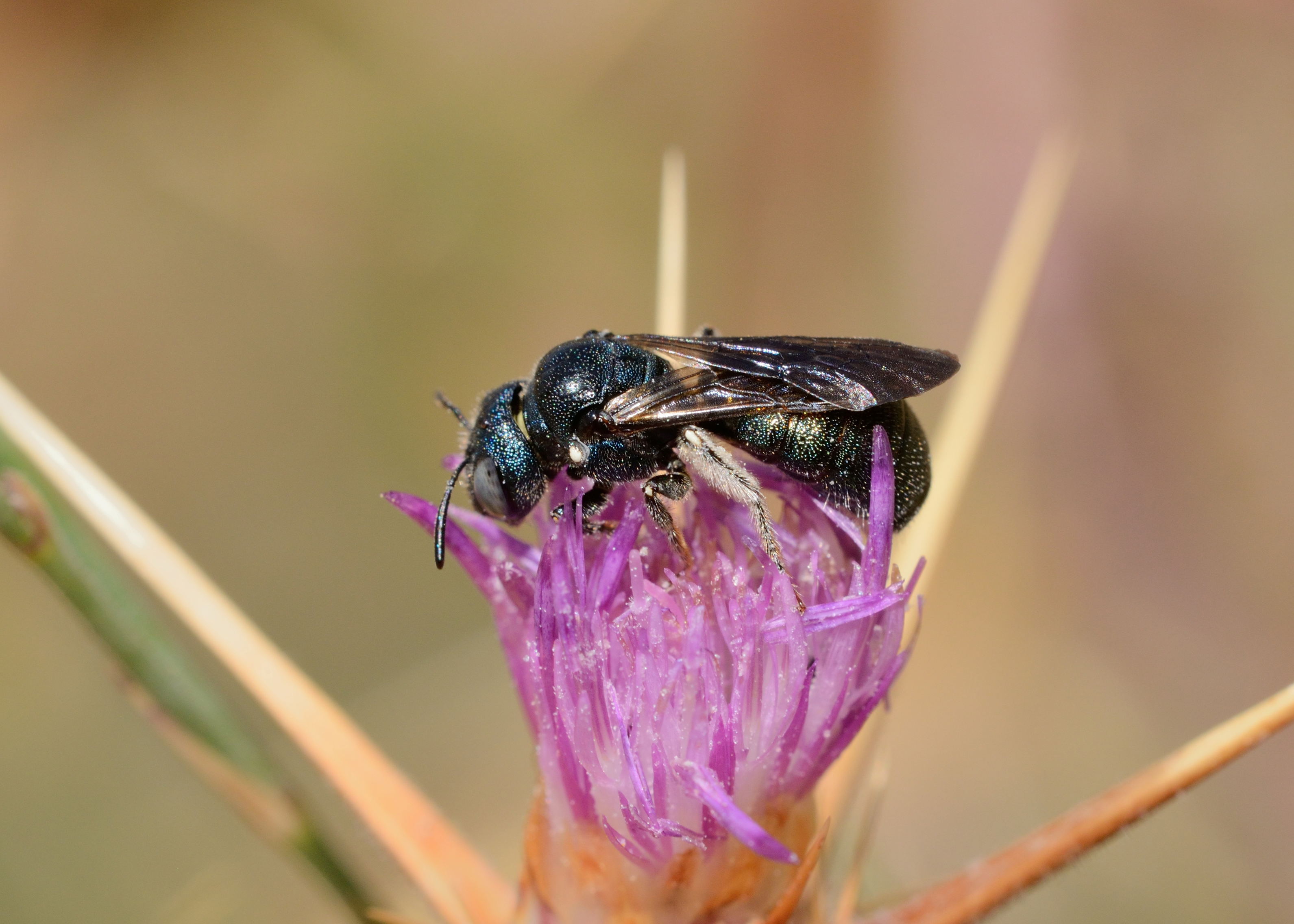
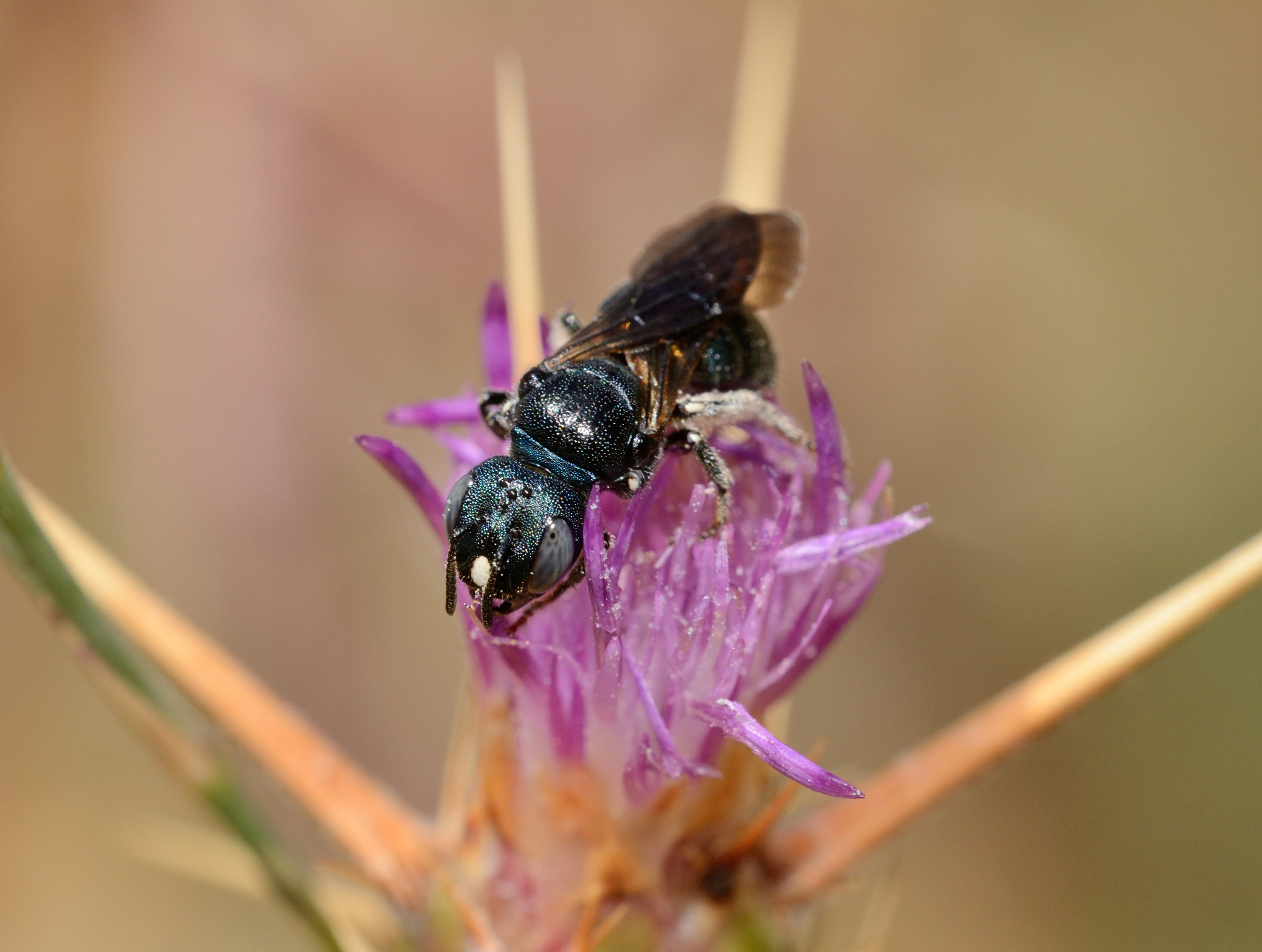
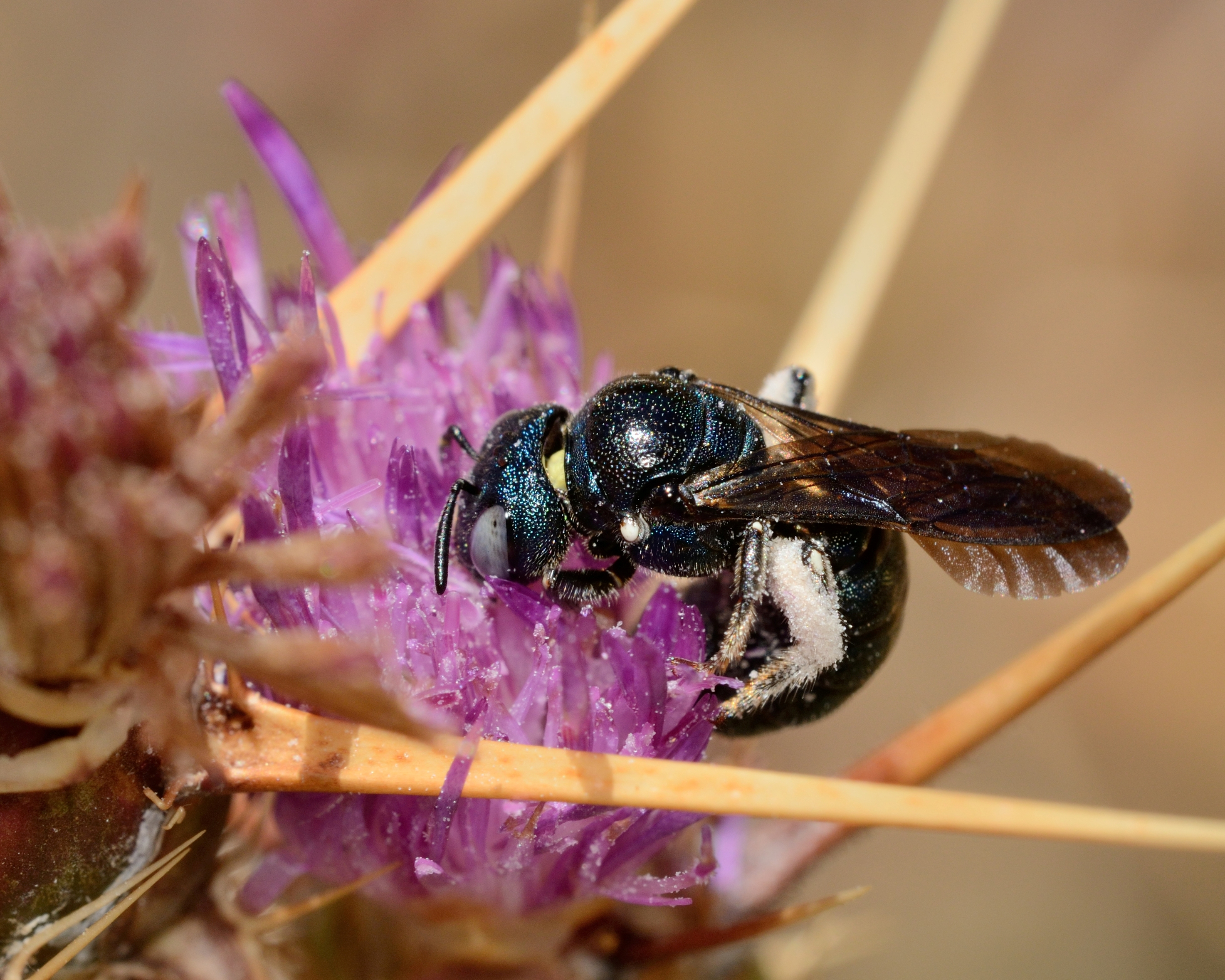